# Cristian Quintero
Cristian Josué Quintero Carvajal (ur. 23 maja 2000 w mieście Panama) – panamski piłkarz występujący na pozycji skrzydłowego, reprezentant Panamy, od 2023 roku zawodnik Tauro.